# Ana Clara
Ana Clara Ferreira Costa, ou apenas Ana Clara (Rio de Janeiro, 18 de outubro de 1961), é uma cantora brasileira.